# 궁부장다현

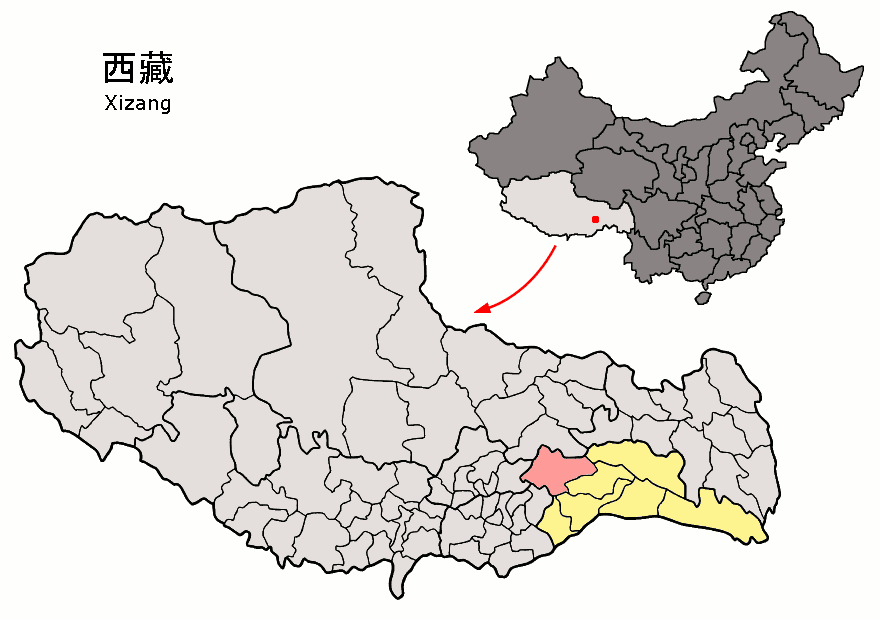
공보걈다 현의 위치

궁부장다현(티베트어: ཀོང་པོ་རྒྱ་མདའ་རྫོང་ 공보걈다 종, 중국어: 工布江达县, 병음: Gōngbùjiāngdá Xiàn)은 티베트 자치구 닝치 지구의 현급 행정구역이다. 공보걈다는 티베트어로 "계곡의 커다란 출구"를 의미한다. 라싸 중심에서 동쪽으로 275km 떨어져있다. 주요 지리적 특징은 파그쑴 초로 해발고도 3500m에 위치한 푸른 호수이다. 넓이는 11650km2이고, 인구는 2007년 기준으로 30,000명이다.

## 지리
공보걈다는 티베트 자치구의 동부의 녠칭탕구라 산의 남쪽, 야루짱부 강의 북쪽에 위치한다. 평균 해발고도는 3500m가 넘는다. 공고 호는 총 면적이 26km2인 유명한 호수이다. 연평균 기온은 6.2°C, 연평균 강수량은 646.2mm이다.

## 경제와 자원
공보걈다 현은 수자원이 풍부하다. 동물 종으로는 표범, 사슴, 흑곰, 불곰, 수달, 원숭이와 검은목 학이 서식한다. 또한 수백 종의 식물이 서식한다.
쓰촨성과 티베트를 잇는 318번 국도가 현을 통과한다. 현을 통과하는 도로의 총 길이는 380km에 달한다.

## 행정 구역
3개 진, 6개 향을 관할한다.
- 진: 工布江达镇, 金达镇, 巴河镇.
- 향: 错高乡, 朱拉乡, 仲萨乡, 江达乡, 娘蒲乡, 加兴乡.